# Méryll Boulangeat
Méryll Boulangeat, née le 6 septembre 1986 à Chambéry, est une skieuse acrobatique française licenciée à Tignes et s'illustrant en skicross. Elle est l'une des meilleures skieuses de sa discipline avec deux médailles aux Championnats du monde, une en argent en 2007 à Madonna di Campiglio et une en bronze en 2009 à Inawashiro. Elle compte également deux victoires en coupe du monde et un titre de vice-championne du monde junior en 2006.

## Biographie
Ayant grandi à Tignes, Méryll Boulangeat se tourne naturellement vers les sports d'hiver et le cross (ou « skicross »). Le 7 janvier 2004, elle prend part à sa première épreuve de Coupe du monde où elle termine à la 26e place. Elle atteint la semaine suivante son premier top-10 avec une 7e place à Laax et se fait une place dans l'équipe de France en Coupe du monde où se trouvent Ophélie David, Valentine Scuotto, elle participe également à trois épreuves de Coupe d'Europe où à chaque fois elle se place sur le podium avec trois secondes places. Pour sa première année en Coupe du monde, elle termine 17e du classement du skicross et troisième Française derrière David et Scuotto (Amy N'Guyen terminant 28e, Perrine Faraut 32e, Delphine Pernet Mugnier 35e, Alexia Deruaz 43e et Véronique Givois 45e).
Lors de la saison 2005, elle n'effectue que des top-20 lors des épreuves de Coupe du monde même si sa meilleure performance est une 11e place à Saas-Fee, elle termine à la 16e du classement du skicross et deuxième meilleure Française derrière David. Elle prend part à ses premiers Championnats du monde qui se déroulent à Ruka le 3 février 2005 duquel elle termine à la 23e place et dernière Française puisque Ophélie David prend la médaille de bronze, Virginie Costerg la 5e place et Valentine Scuotto la 19e.
En 2006, elle monte pour la première fois sur un podium en Coupe du monde avec une seconde place à Sierra Nevada derrière David après avoir atteint à trois reprises le top-10 (4e aux Contamines, 9e à Kreischberg et 10e à Pec), entre-temps elle crée la sensation aux Championnats du monde junior où elle devient vice-championne du monde devancée par l'Allemande Julia Manhard. Lors de la saison 2007, après une contre-performance à Flaine (23e), elle remporte sa première victoire en Coupe du monde aux Contamines devant David puis confirme avec un podium à Listel (3e). Elle se rend aux Championnats du monde de Madonna di Campiglio en tant qu'outsider, rang qu'elle confirme car elle y prend la médaille d'argent pour un doublé français puisqu'elle est devancée par la favorite Ophélie David,. Elle se classe à la 3e place du classement du skicross derrière David et la Suédoise Magdalena Iljans. À la fin de la saison 2007, elle s'empare de son premier titre de championne de France à Avoriaz devant Helena Galland et Marion Josserand. Cette même saison, elle participe aux Winter X-Games où elle prend la 3e place,.
En 2008, sur les huit épreuves de Coupe du monde, elle n'effectue que des top-5 à l'exception d'une 28e place à Meiringen, elle monte à quatre reprises sur le podium et remporte sa deuxième victoire de sa carrière à Flaine le 16 janvier 2008. Cette bonne année lui permet de nouveau de prendre la 3e place au classement du skicross et la 7e place du général de ski acrobatique (ou « freestyle »). Entre-temps, la Fédération internationale de ski programme l'épreuve de skicross aux Jeux olympiques d'hiver de 2010 qui devient alors l'objectif de toutes les compétitrices. Dans la hiérarchie française, elle reste seconde derrière David.
En 2009, après trois contre-performances à Grasgehren (25e), St-Johann (11e) et Contamines (30e), elle prend la 4e place à Flaine, la 3e place à Lake Placid, la 7e place à Cypress et la 5e place à Branaes, seule une 17e place à Myrkdalen vient perturbée ses bonnes performances. Elle participe à ses troisièmes Championnats du monde en compagnie d'Ophélie David (leader du classement du skicross) et Marion Josserand. Alors que David connaît une défaillance avec une 7e place, Méryll Boulangeat remporte sa seconde médaille de sa carrière aux mondiaux avec cette fois-ci le bronze derrière Ashleigh McIvor et Karin Huttary. À la sortie de ces mondiaux, elle termine la saison sur des performances moindres dont une 12e à La Plagne.
Pour la saison 2010, Méryll comme toutes les compétitrices se préparent dans l'optique des Jeux olympiques de Vancouver. Elle prend part aux épreuves de coupe du monde à San Candido où elle se place en 15e puis 16e place avant de monter sur son neuvième podium de sa carrière avec une troisième place à St. Johann in Tyrol. Le 23 janvier 2010, lors de la dernière coupe du monde avant les Jeux olympiques, Méryll se blesse au genou. Une rupture du ligament croisé antérieur, qui la prive des Jeux. Elle sera tout de même présente à Vancouver, où elle commentera l'évènement sur France 2 aux côtés de Christian Choupin et Edgar Grospiron.
S'ensuivent une période de rééducation puis deux années compliquées. Parallèlement, elle fait quelques apparitions en tant que consultante skicross sur NRJ 12, Montagne TV ou Bein Sport. 
Au printemps 2012 elle met un terme à sa carrière pour se tourner vers le journalisme. 
Elle intègre en septembre la formation Sportcom de l'INSEP, réservée aux sportifs de haut niveau, avec pour objectif d'obtenir une licence en journalisme et communication. 
En janvier 2014, elle lance son propre blog consacré aux coulisses du sport.
Lors des Jeux olympiques de 2014 à Sotchi elle est la consultante snowboard et freestyle de la chaîne sportive L'Équipe 21.

## Palmarès

### Championnats du monde
| Épreuve / Édition | Ruka 2005 | Madonna di Campiglio 2007 | Inawashiro 2009 |
| Skicross          | 22e       | Argent                    | Bronze          |

### Coupe du monde
- Meilleur classement au général : 7e en 2008.
- Meilleur classement en skicross : 3e en 2007 et 2008.
- 9 podiums dont 2 victoires.

#### Différents classements en coupe du monde
| Année/Classement | Année/Classement | Général | Général | Skicross | Skicross |
| ---------------- | ---------------- | ------- | ------- | -------- | -------- |
| Année/Classement | Année/Classement | Class.  | Points  | Class.   | Points   |
| 2004             | 2004             | 67e     | 11      | 17e      | 91       |
| 2005             | 2005             | 53e     | 16      | 16e      | 95       |
| 2006             | 2006             | 10e     | 43      | 4e       | 217      |
| 2007             | 2007             | 15e     | 34      | 3e       | 168      |
| 2008             | 2008             | 7e      | 54      | 3e       | 428      |
| 2009             | 2009             | 31e     | 27      | 10e      | 270      |
| 2010             | 2010             | 52e     | 15      | 16e      | 166      |
| 2011             | 2011             | 91e     | 4       | 30e      | 48       |
| 2012             | 2012             | 130e    | 3       | 38e      | 33       |

Le tableau ci-contre retrace les différents classements de Méryll Boulangeat en coupe du monde depuis son entrée en 2004. À deux reprises, Méryll a fini sur le podium du classement final de skicross en 2006 derrière Ophélie David et Karin Huttary et en 2007 derrière Ophélie David et Magdalena Iljans. Les quatre années (de 2006 à 2009) dans le top 10 de skicross montre une régularité de Méryll en skicross.
Au classement général (qui concerne les compétiteurs de skicross, saut acrobatique, bosses et half pipe), le meilleur classement atteint par Méryll se situe lors de la saison 2008 en terminant 7e et deuxième Française derrière Ophélie David (1re).
Lors de ses neuf saisons, Méryll compte neuf podiums dont deux victoires. Sa première victoire se déroule dans la station alpine des Contamines le 2 février 2007 devant Ophélie David et sa deuxième victoire à Flaine le 16 janvier 2008. Elle est deux fois deuxième et cinq fois troisième.

### Divers
- Vice-championne du monde junior de skicross en 2006.
- 3e de l'épreuve de skicross aux Winter X Games 2007.

### Championnats de France Elite
- Championne de France en 2007
- Vice-championne en 2008
- 3e en 2006 et 2012